# Malgrat de Mar
Malgrat de Mar település Spanyolországban, Barcelona tartományban. Lakosainak száma 19 377 fő (2024).

## Történelme

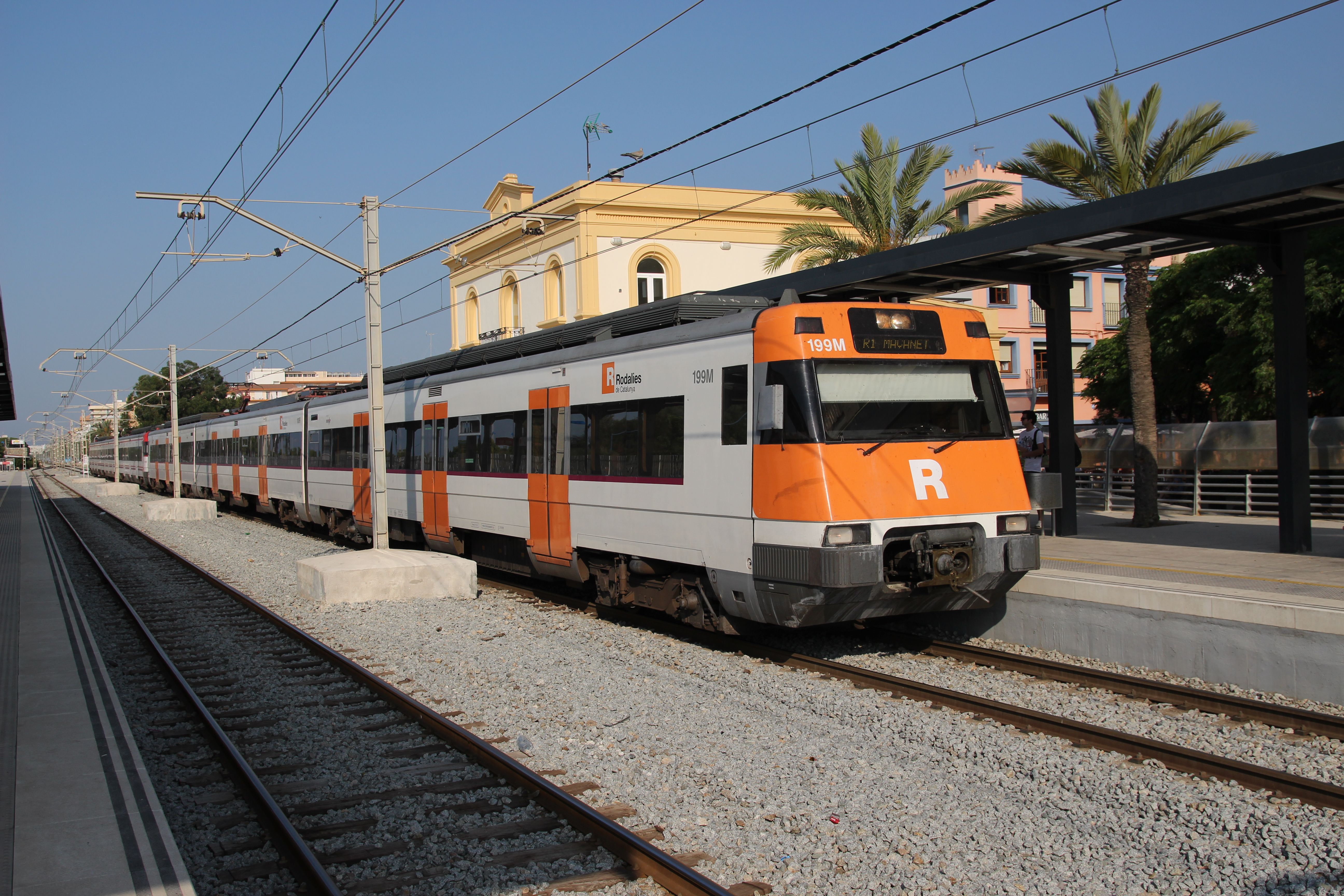
Malgrat de Mar vasútállomás (R1)

Malgrat de Mar eredetileg a Palafolls báróság része volt, és az első halászházak a Sant Antoni Abat kápolna körül épültek, a Malgrat de Mar nevű patak bal partján. A 16. században, 1543-ban, 1545-ben és 1550-ben az oszmánok támadták meg. 1373-ban megkapta a Vilanova de Palafolls nevű alapító település oklevelét, 1559-ben pedig elnyerte a Sant Genís de Palafolls (ma Palafolls egyik városrésze) plébániától való függetlenségét.
A 14. század óta Malgrat de Mar kiemelkedő kulturális, művészeti és társadalmi központként ismert. A modernizmus is nyomot hagyott Malgrat de Marban.
A Malgrat név a 19. században jelenik meg, bár a helynév már a 13. században is dokumentálva van. Az etimológiát vagy római kor előtti eredetűnek tartják, vagy a partraszállás rossz minőségével (mal grau) hozhatják összefüggésbe. Egyesek úgy spekulálnak, hogy a név az aragóniai koronával szembeni keresztes hadjárat során Hostalricban fogságba ejtett francia katonáktól származik, akiket „vonakodva” (mal great, katalánul) vittek munkára. Bernat Boades szerint a Libre dels Feyts d'armes de Catalunya című műben „Ők kényszerítették őket, hogy egy nagy toronyban dolgozzanak a tenger közelében. Mivel vonakodva mentek oda, Palafollsból elmentek dolgozni arra a földre, amelyet Malgratnak (vonakodva) neveztek”.
1937. május 30-án, a spanyol polgárháború közepette, a Ciudad de Barcelona szállítóhajót, amely önkéntes brigádokat szállított, olasz zászló alatt közlekedő tengeralattjárók torpedózták meg, és Malgrat de Mar előtt, körülbelül 2 mérföldre a parttól elsüllyedt. A halászok, akik tanúi voltak az eseménynek, kimentek a tengerre, hogy megmentsék a túlélőket, és minden évben a mentésben részt vevő halászok leszármazottai megemlékeznek erről.
A Gloria vihar idején Malgrat jelentősen megsérült, és a vihar által leginkább sújtott helyek közé sorolták. Ez részben annak köszönhető, hogy Malgrat a Tordera folyó partján fekszik, és a város fő vízellátója a magas vízállás miatt ideiglenesen leállt.

## Földrajza
Malgrat de Mar Palafolls, Blanes és Santa Susanna községekkel határos.

## Megközelítése
A település Barcelona felől a Barcelona–Mataró–Maçanet-Massanes-vasútvonalon közelíthető meg a RENFE/Rodalies de Catalunya R1 elővárosi járataival.

## Testvértelepülések
- Seynod

## Népesség
A település lakosságának változását az alábbi diagram mutatja:
| Lakosok száma | 1924 | 3738 | 4582 | 7720 | 11 770 | 16 162 | 18 472 | 18 417 | 18 579 | 19 377 |
|               | 1787 | 1900 | 1940 | 1965 | 1991   | 2004   | 2009   | 2014   | 2019   | 2024   |